# Горан Каран
Горан Каран (2. април 1964, Београд) је хрватски певач из Сплита.
Каријеру је почео као певач хрватског рок састава Big Blue, пре него што ће постати соло извођач 1997. године.
Године 2000. представљао је Хрватску на Евровизији 2000, након победе на хрватском такмичењу за песму Евровизије Дора. На такмичењу за песму Евровизије, те године освојио је девето место са песмом Кад заспу анђели.
Његова песма Ружо моја била је победничка песма 2005. године на Музичком фестивалу у Сплиту, као и на фестивалу Сунчане скале у Херцег Новом.

## Фестивали
Дора, Опатија:
- Болеро, '98, друго место
- Нисам те вриједан, '99, треће место
- Када заспу анђели (Остани), 2000 / Евросонг, 9. место
- Још увијек вјерујем да љубав постоји, 2002, друго место
- Бијеле заставе, 2005

Мелодије хрватског Јадрана, Сплит:
- Од љубави сам душа рањена, '98, најбољи дебитант
- Прозор крај ђардина, '99, прва награда публике и Grand Prix фестивала
- Ја сам само вагабундо, 2000, друга награда публике
- Далматинске сузе, 2001, друга награда публике
- Ахој! Липи галебе мој, 2002, победничка песма

Сплит:
- Прид твојим сузама, 2003, трећа награда жирија
- Пристајем на све, 2004, друга награда жирија
- Ружо моја била, 2005, победничка песма
- Да ме пољубиш, 2006
- Кад подне зазвони, 2009
- Невера, 2010
- Човик твој, 2012
- Да ми се провиди (Вече сплитског ноктурна Јакше Фјаменга), 2015
- Кућа неше писме (са Тедијем Спалатом и клапом св. Јурај), 2019, победничка песма
- Само нас небо раставит' може (Вече Сплит пјева Мишу), 2019
- Дуго нисам био млад, Бронзани вал трећа награда стручног жирија, 2020
- Баш ме брига, 2021
- Не да ми писма, 2022

Хрватски радијски фестивал:
- Увело лишће, '99
- Партенца, 2001, прва награда интернет гласовима
- Гори ноћ, 2002
- Моја си ти то знаш, 2004
- Не шаљи лађе, 2005
- Ово срце, 2006
- Витре мој, 2007
- Анђеле мој, 2008

Хит љета, Пула:
- Липа си, липа, '99

Руњићеве вечери, Сплит:
- На крају пута, 2001

Задар:
- Казна ми је што те љубим, '98, победничка песма
- Кад ти срце не пива, 2002

Мегахит фест, Турска:
- Потпнут' ћу у мрак, 2002

Сунчане скале, Херцег Нови:
- Љубав требам сваки дан, 2004
- Ружо моја била, победничка песма, 2005
- Тише куцај срце моје, 2006

Далматинска шансона, Шибеник:
- Нима вримена, 2004
- Писмо чали / Нема времена (Вече старих песама), 2004
- Дите јубави (дует са Сашом Јакелићем), прва награда публике, 2006
- Дица, друга награда стручног жирија, 2007
- Дите јубави (Вече старих песама, са Сашом Јакелићем), 2007
- Зашто сам још увик сам, 2008
- Нима вримена (Свит је луда балота) (Вече старих песама), 2008
- Гитара Романа (Chitarra Romana) (Вече италијанске канцоне), 2009
- Серенада у поноћ, 2013
- Горко море, 2015
- Дите јубави (Вече најбољих песама далматинске шансоне 1998. - 2016. са Сашом Јакелићем), 2017

CMC festival:
- Ди си расла, 2008

Загреб:
- Као да те не волим, '99
- Како да те заборавим, 2000
- Потонут ћу у мрак, 2002
- Само мору вирујен (Вече шансона), 2002
- Далеко је море, 2007
- Адам и Ева, 2014
- Ако то је све (дует са Рајком Дујмићем), 2015
- Потражи, 2025

Охрид фест:
- Светот е луда топка, прва награда жирија, 2004

Пјесма Медитерана, Будва:
- Ди сан стука године (дует са Слободаном Мишевићем), 2008

Међународни фестивал шансоне, Chansonfest, Загреб:
- Заборави (дует са Хеленом Бастић), 2012

Скопље:
- Убавина, 2013

Опатија:
- Миа (Ретроспектива песама са Опатијског фестивала), 2015

Мелодије Јадрана, Сплит:
- Фали цвиће (Вече нових песама - Хит лета), 2023
- Једино што бих поново (Вече нових песама - Хит лета), 2024
- Бонаца се витра ужелила (Вече нових песама - Хит лета, са клапом Каше), 2025

## Албуми
- Као да те не волим - 1999
- Вагабундо - 2000
- Ахој! - 2003!
- Од срца до усана - 2005
- Златна колекција - 2005
- Дите љубави - 2008